# Campo Alegre (Santa Catarina)
Campo Alegre é um município brasileiro do estado de Santa Catarina. É conhecido tanto como "Paraíso da Serra" quanto como "Capital Catarinense da Ovelha".

## Geologia
A maior parte do município de Campo Alegre está assentado sobre rochas da Bacia de Campo Alegre, bacia geológica com cerca de 500 km² de área e composta por rochas vulcânicas e sedimentares que foram depositadas aproximadamente há 600 milhões de anos, durante a era geológica conhecida como Neoproterozóico. Remanescentes da caldeira vulcânica ainda existem na região, como, por exemplo, o cerro.

## Economia
As principais atividades econômicas do município de Campo Alegre são agricultura, extrativismo mineral e vegetal, indústria moveleira, pecuária e reflorestamento.
Na região de Campo Alegre há ocorrência de cerca de 23 jazidas de argila, principalmente compostas por caulim, e que abastecem a indústria de cerâmica do Paraná e de Santa Catarina, chegando a ser extraídas cerca de 15.000 toneladas/mês. Destas, a principal é a mina Bateias, localizada entre as localidades de Bateias de Baixo e Salto. Estas acumulações são o resultado do intemperismo sobre rochas vulcânicas da Bacia sedimentar de Campo Alegre.